# کوریدوراس سه‌خط
کوریدوراس سه‌خط (Corydoras trilineatus)، که به نامهای گربه‌ماهی پلنگ، گربه‌ماهی کاذب ژولی یا گربه‌ماهی سه‌خط نیز شناخته میشود، یک ماهی آب شیرین گرمسیری متعلق به زیرخانواده (Corydoradinae) از خانواده گربه ماهیان زره دار است. خاستگاه آن آب‌های داخلی آمریکای جنوبی در حوضه مرکزی رودخانه آمازون در کشورهای برزیل، کلمبیا، پرو و رودخانه های ساحلی کشور سورینام میباشد.
طول کوریدوراس سه‌خط به ۶٫۴ سانتیمتر میسرد. در مناطق گرمسیری در آبهایی با پی‌اچ بین ۶٫۰ تا ۸٫۰، سختی آب ۵-۱۹ dGH و محدوده دمایی ۲۲ تا ۲۶ درجه سانتیگراد زندگی می کند. . این ماهی از کرم ها، سخت پوستان کف بستر، حشرات و مواد گیاهی تغذیه می کند. در پوشش گیاهی متراکم تخمگذاری میکند و ماهی های بالغ از تخم ها محافظت نمی کنند. ماده دو تا چهار تخم را بین باله های لگن خود نگه می دارد و نر آنها را برای حدود ۳۰ ثانیه بارور می کند. سپس ماده سریعاً به یک نقطه مناسب شنا می کند و تخم های بسیار چسبنده را به آن محل می چسباند. ماهی نر و ماده این فرآیند را تا زمانی که حدود ۱۰۰ تخم بارور شده به مکانهای مناسب متصل شود، تکرار می کنند.

## همچنین ببینید
- لیست گونه های ماهی آکواریومی آب شیرین

## مراجع
- http://www.aquatic-hobbyist.com/profiles/freshwater/catfish/threelinedcory.html
- http://www.scotcat.com/factsheets/c_trilineatus.htm
- http://www.thetropicaltank.co.uk/Fishindx/trilin.htm